# José Evaristo Uriburu Tezanos Pinto
José Evaristo Uriburu Tezanos Pinto fue un diplomático e historiador argentino.

## Biografía
Nació el 13 de febrero de 1880 en Lima, Perú, hijo de José Félix Evaristo Uriburu (1828-1914) y de Leonor Hermenegilda del Carmen Tezanos Pinto (Lima, 26 de agosto de 1850, Buenos Aires, 13 de octubre de 1916). Su padre ocupó la presidencia de la República Argentina entre el 23 de enero de 1895 y el 12 de octubre de 1898.
En 1903 contrajo matrimonio con Agustina Eloisa Roca (1881-1969), hija del sucesor de su padre y presidente entonces en ejercicio, Julio Argentino Roca, con quien tuvo ocho hijos.
Hombre de vasta cultura, fue designado director del Banco de la Nación Argentina en 1919 y enviado extraordinario y Ministro plenipotenciario en Gran Bretaña entre 1921-1927. Ese año fue confirmado como primer embajador argentino en Gran Bretaña, cargo que desempeñó hasta 1931, en un período crítico de las relaciones entre ambos estados.

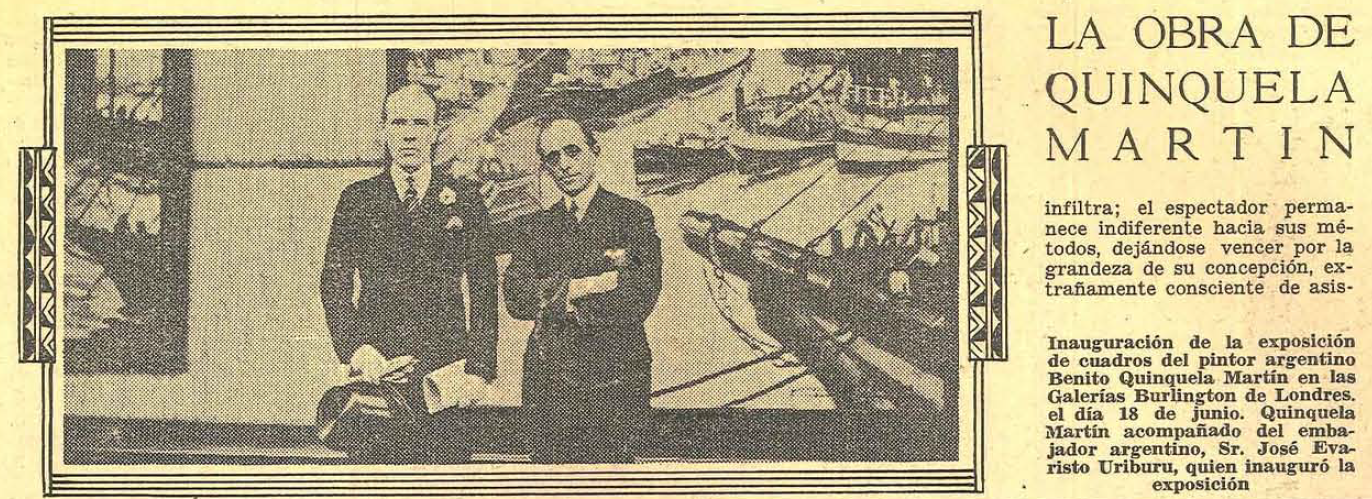
José Evaristo Uriburu Tezanos Pinto y Benito Quinquela Martin en la inauguración de una muestra del artista en Londres, en 1930.

Entre 1935 y 1947 fue vicepresidente del Banco Central de la República Argentina. 
Considerado «un conocido simpatizante de los ingleses», el presidente de facto Edelmiro Farrell le ofreció nuevamente la embajada «con el exclusivo propósito de agradar al Reino Unido», pero Uriburu lo rechazó.
Fue también escritor e investigador de la historia argentina. Entre sus obras de mayor importancia se encuentran El general Arenales en la época colonial, Historia del General Arenales y Memorias de Dámaso de Uriburu.
Falleció el 29 de julio de 1956 en la ciudad de Buenos Aires y sus restos descansan en el Cementerio de la Recoleta.
El actual Museo numismático Héctor Carlos Janson en la ciudad de Buenos Aires llevó su nombre hasta el año 2017.